# Jean-Jacques Petitjean
Jean-Jacques Petitjean (11 ottobre 1930 – 18 luglio 2018) è stato un ciclista su strada francese.

## Carriera
Professionista soltanto per un anno, nel 1955, riuscì comunque ad aggiudicarsi una corsa prestigiosa come la Bretagne Classic Ouest-France. 

## Palmarès

### Strada
- 1955

Bretagne Classic Ouest-France